# Jakub Maragowski
Jakub Samuel Maragowski znany również jako Zajdl Rowner (ur. 1856 w Radomyślu, zm. w 1943 w Nowym Jorku) – śpiewak, kantor, kompozytor.

## Życiorys
Był uczniem Piotra Łoboza w Radomyślu i skrzypka Arona Mosze Podhucera w Kijowie. Otrzymał wykształcenie muzyczne. Grał na skrzypcach, znał harmonię i kontrapunkt, dyrygował chórem i orkiestrą. W 1881 roku został kantorem w Zasławiu, w latach 1882–1884 pełnił tę funkcję w Równem, w 1884–1896 w Kiszyniowie, w 1896–1903 w Berdyczowie, w 1903–1904 w Londynie. Od 1904 do 1911 roku pracował w Wielkiej Synagodze Miejskiej we Lwowie, gdzie miał bardzo wielu wielbicieli. Zastąpił Barucha Schorra. Jego wykonania miały szeroki wpływ na muzykę chasydzką jego pokolenia. Długość jego kompozycji nie była w tamtych czasach wadą. Stał się znanym dyrygentem dzięki pracy ze śpiewakami i muzykami. Jego chór składał się ze śpiewaków w różnym wieku: dzieci, młodzieży i dorosłych, których zestawiano ze względu na barwę tonów: soprany, alty, tenory i basy. Powrócił do Równego, by w 1914 roku wyjechać do Stanów Zjednoczonych. Osiadł w Nowym Jorku. W latach 1874–1922 ukazało się w Nowym Jorku 5 tomów jego utworów pt. Ocar ha-negina. Wiele z nich, ułożonych na chór z towarzyszeniem orkiestry, przeznaczonych było do wykonywania na koncertach muzyki religijnej.
Idelsohn nazywa go „najbardziej utalentowanym kantorem, który wyrósł ze środowiska chasydzkiego” i stwierdza, że pisał dla synagogi a cappella jak dla orkiestry symfonicznej, porównując swój styl kompozytorski do stylu Nissiego Belzera.